# Amil
Amil (oficialmente San Mamede de Amil) es una parroquia española del municipio de Moraña, perteneciente a la provincia de Pontevedra, en la comunidad autónoma de Galicia.

## Toponimia
El lugar puede aparecer referido como «Amil», «San Mamés de Amil», «San Mamede de Amil» y «San Mamed de Amil».

## Historia
Hacia mediados del siglo XIX, el lugar, por entonces referido como una feligresía, tenía contabilizada una población de 360 habitantes. Aparece descrito en el segundo volumen del Diccionario geográfico-estadístico-histórico de España y sus posesiones de Ultramar de Pascual Madoz con las siguientes palabras:

AMIL (San Mamés): felig. en la prov. de Pontevedra (3 leg.), part. jud. de Celdas de Reyes (1 1/2), y del ayunt. de Moraña (1/2): sit. entre montañas y ventilada por N. y S.; su clima es sano; comprende los l. de Amil, Apedrado, Barra, Cartamil, Picota, Piñeiro, Ruibar, Torre y Vilacoba que reunen 120 cas. de labradores: hay escuela para ambos sexos sostenida por los padres de los concurrentes: la igl. parr. (San Mamés), está servida por un párroco, cuya presentacion la hace la casa denominada de la Buzaca; el cementerio es caapz; tiene una ermita (Ntra. Sra. del Milagro) en el sitio llamado de la Xesteyra; el térm. confina por N. con San Lorenzo de Moraña y Sta. Maria de Casoyrado; por E. con San Miguel de Campo, por S. con Jeve y Berducido, y por O. con San Pedro de Rebedon, estendiéndose por donde mas á 3/4 de leg.; hay algunas fuentes de buenas aguas, cuyos derrames bajan á unirse al riach. denominado Labandeira; el terreno en lo general montuoso é inculto, disfruta no obstante de parte de buena calidad destinada al cultivo; los caminos son vecinales y muy medianos; el correo se recibe de la cap. del part. por medio de un peaton: prod.: maiz, centeno, habas y patatas; cria ganado vacuno, lanar y algo de caballar; hay caza de conejos, liebres y perdices: ind.: la agricola y varios molinos harineros de invierno: pobl.: 109 vec.; 360 alm.: contr.: con su ayunt. (V.).
(Madoz, 1845, p. 249)

En 2022, tenía empadronados 336 habitantes.

## Patrimonio
Hay en la parroquia una iglesia de San Mamés.